# Марі-Терез Арментеро
Марі-Терез Арментеро (13 листопада 1965) — швейцарська плавчиня.
Учасниця Олімпійських Ігор 1984, 1988 років.
Призерка Чемпіонату світу з водних видів спорту 1986 року.
Призерка літньої Універсіади 1987 року.